# Георги Варналиев
Георги П. Варналиев с псевдоним Морел е български общественик и революционер, деец на Вътрешната македоно-одринска революционна организация.

## Биография
Георги Варналиев е роден във Велес, тогава в Османската империя. Завършва четвърти клас в българската мъжка гимназия в Солун. През 1895 година преподава в Кичево и същевременно е член на първия революционен комитет на ВМОРО там. След това преподава във родния Велес, после в Радовиш. Там е председател на местния революционен комитет и като такъв представлява Радовишкия революционен район на Солунски конгрес на ВМОРО от 1903 година, когато е взето решение за вдигане на Илинденско-Преображенското въстание. След Балканските войни (1912 – 1913), към края на 1913 година и началото на 1914 година е кмет на Струмица, наследен от Илия Каратанев. Продължава да живее в Струмица, където преподава. Умира на 30 май 1919 година.